# Ipsvoorde
Ipsvoorde is een gehucht in de Belgische provincie Vlaams-Brabant. Het ligt in Nieuwenrode, een deelgemeente van Kapelle-op-den-Bos. Het ligt vlak bij het 's Gravenbos en het Zeekanaal Brussel-Schelde.
In de volksmond wordt vaak naar Ipsvoorde verwezen als 't Voor.
Deelgemeenten: Kapelle-op-den-Bos · Nieuwenrode · Ramsdonk

Overige dorpen en gehuchten: Ipsvoorde · Oxdonk

Belgische gemeenten · Arrondissement Halle-Vilvoorde · Vlaams-Brabant · Vlaanderen